# MyAir
My Way Airlines srl, tên thương mại là MyAir, (mã IATA = 8I, mã ICAO = MYW) là hãng hàng không giá rẻ của Ý, trụ sở ở Milano. Hãng có các tuyến đường quốc nội và quốc tế. Căn cứ của hãng ở Sân bay Orio al Serio, Bergamo, gần Milano.

## Lịch sử
MyAir được thành lập năm 2004 và bắt đầu hoạt động từ ngày 17.12.2004 bằng 3 máy bay Airbus A320-200 thuê cả phi hành đoàn của hãng khác. Tuần lễ sau hãng có máy bay Airbus A320-200 của riêng mình. Hãng được Ban quản trị của Volare Airlines cũ ủng hộ. MyAir do Trismel SRL sở hữu 51%, My Holding 23% và có 232 nhân viên (tháng 3/2007).

## Các nơi đến
MyAir có các nơi đến sau đây :
- Bỉ
  - Brussels
- Bulgaria
  - Sofia
- Pháp
  - Bordeaux
  - Lille
  - Marseille
  - Paris
- Hy Lạp
  - Athens
- Ý
  - Bari
  - Bologna
  - Brindisi
  - Cagliari
  - Catania
  - Genoa
  - Milano
  - Napoli
  - Palermo
  - Reggio Calabria
  - Roma
  - Torino
  - Venice
- Maroc
  - Casablanca
  - Marrakech
- Hà Lan
  - Amsterdam
- România
  - Bucharest
  - Timişoara (bắt đầu từ 22.9.2008)
- Tây Ban Nha
  - Barcelona
  - Madrid
- Thổ Nhĩ Kỳ
  - Istanbul

## Đội máy bay
(Ngày 10.7.2008) :
| Máy bay            | Số                  | Ghi chú |
| ------------------ | ------------------- | ------- |
| Airbus A320-200    | 4                   |         |
| Bombardier CRJ-900 | 4 (14 đang đặt mua) |         |

- Ngày 26.9.2006 MyAir đã đặt mua 14 máy bay Bombardier CRJ-900 với tổng trị giá 702 triệu US$.[4]